# Kostel svatého Martina (Křivce)
Kostel svatého Martina v malé vsi Křivce na Tachovsku stojí na místě původního gotického kostela, založeného zřejmě klášterem v Teplé. S vylidňováním obce po roce 1945 postupně zcela zchátral a zarostl náletovými dřevinami. Patřil k jedné z nejohroženějších sakrálních staveb v ČR, hrozilo mu brzké zřícení.
V roce 2005 vzniklo občanské sdružení Martinus, kterému se spolu s dalšími subjekty podařilo zkázu kostela odvrátit. Kostel zasvěcený svatému Martinovi, který je od roku 1958 kulturní památkou České republiky, tak postupně prochází opravami.

## Historie
Farní kostel, založený s největší pravděpodobností tepelským klášterem, je poprvé uváděn v roce 1358. V roce 1422 byla ves vydrancována husity a kostel vypálen. Z této pohromy se údajně ves i svatyně vzpamatovávaly 14 let. Z tohoto období, roku 1432, se zachoval zlomek kázání plebána zdejší fary Jana z Křivců. Pozoruhodný je též misál z Křivců sepsaný na konci 15. století. Oba rukopisy jsou dnes uloženy v tepelském klášteře.
K dalšímu násilnému obsazení vsi dochází roku 1468, kdy Křivce s obcí Úterý opanoval Bohuslav z Vamberka. Kostel zřejmě žádnou újmu neutrpěl a ves byla zakrátko vrácena klášteru. Samostatnost si křivecká fara podle historika Augusta Sedláčka udržela do roku 1623. Německá regionální literatura klade její připojení k úterské faře již do poloviny 16. století.
O podobě starého gotického kostela není nic známo, uváděno není ani jeho původní zasvěcení. Je s podivem, že ve 2. polovině 17. století se v takto malé vsi, která patřila k méně významným lokalitám, staví nový kostel, velikostí srovnatelný s kostelem v nedalekém městě Bezdružice. Stavebníkem byl, podle data výstavby v letech 1669–1670, tepelský opat Raymund Wilfert I.
Ještě v 19. a na počátku 20. století byla v kostele uctívána socha sv. Martina, která měla chránit živý inventář vesničanů. Církevní svátek se konal 11. listopadu a byl spojen s jarmarkem.
K posledním výrazným opravám kostela došlo roku 1906; jsou dokumentovány stavebními plány uloženými v klášteře premonstrátů v Teplé. V první polovině 20. století ztrácí rozlehlá stavba své využití. Zřejmě proto nebyla pokryta pálenou krytinou jako většina okolních kostelů, ale uchovala si starší šindelovou střechu, což vedlo k rychlejšímu rozpadu střešního pláště a částečnému zřícení krovu. V 80. letech byly ze zchátralého kostela přemístěny části mobiliáře a velký zvon z roku 1526 do kláštera v Teplé. Menší zvon byl ukraden. Počátkem 21. století byl kostel zcela zchátralý.

## Občanské sdružení Martinus
Občanské sdružení Martinus si vytklo záchranu kostela jako svůj hlavní cíl. V kostele a jeho okolí začalo pořádat brigády, postupně se mu podařilo získat finanční i jinou pomoc od úřadů, nadací i jednotlivců. Již v roce 2008 tak měl kostel novou střechu včetně krovů.